# Wielkoszczur południowy
Wielkoszczur południowy (Cricetomys ansorgei) – gatunek ssaka z podrodziny wielkoszczurów (Cricetomyinae) w obrębie rodziny malgaszomyszowatych (Nesomyidae); według IUCN gatunek ten nie jest zagrożony wyginięciem.

## Zasięg występowania
Wielkoszczur południowy występuje w Afryce Środkowej i Wschodniej zamieszkując w zależności od podgatunku:
- C. ansorgei ansorgei – od Demokratycznej Republiki Konga na południe od rzeki Kongo rozciągającej się na wschód do Kenii i na południe do Angoli, Zambia, Tanzania, Malawi, Zimbabwe, Mozambik i północno-wschodnia skrajna Południowej Afryka.
- C. ansorgei cosensi – Zanzibar, Tanzania.
- C. ansorgei elgonis – Mount Elgon, granica Ugandy i Kenii.
- C. ansorgei enguvi – Taita Hills, Kenia.
- C. ansorgei kenyensis – góra Kenia.
- C. ansorgei microtis – góry Wirunga, Demokratyczna Republika Konga.

## Taksonomia
Gatunek po raz pierwszy zgodnie z zasadami nazewnictwa binominalnego opisał w 1904 roku angielski zoolog Oldfield Thomas nadając mu nazwę Cricetomys ansorgei. Holotyp pochodził z Pungo-Andongo, w Angoli.
Część autorów traktuje C. ansorgei go jako formę Cricetomys gambianus. Taksonomia C. ansorgei jest obecnie niejasna i może reprezentować kompleks gatunkowy. Ostatnie analizy molekularne Cricetomys nie są w pełni zgodne z badaniami morfologicznymi, co sugeruje, że tradycyjne cechy morfologiczne mogą nie być przydatne w odróżnianiu gatunków w tym rodzaju. Autorzy Illustrated Checklist of the Mammals of the World uznają ten takson za gatunek monotypowy rozpoznają podgatunków.

### Etymologia
- Cricetomys: rodzaj Cricetus Leske, 1779 (chomik); gr. μυς mus, μυος muos „mysz”[22].
- ansorgei: prof. dr William John Ansorge (1850–1913), brytyjski lekarz w Mauritiusie, Ugandzie i Nigerii, zoolog, kolekcjoner, podróżnik po tropikalnej Afryce[23].
- cosensi: ppłk. Gordon Philip Lewes Cosens (1884–1928), oficer British Army w Kenii w latach 1912–1913 roku i w Egipcie w 1913 roku[24].
- elgonis: Mount Elgon, Uganda/Kenia[6].
- enguvi: nazwa enguvi używana przez lud Taita na określenie wielkoszczura[10].
- kenyensis: góra Kenia, Kenia[7].
- microtis: gr. μικρος mikros „mały”[25]; -ωτις ōtis „-uchy”, od ους ous, ωτος ōtos „ucho”[26].

## Morfologia
Długość ciała (bez ogona) 288–413 mm, długość ogona 345–449 mm, długość ucha 32–42 mm, długość tylnej stopy 68–78 mm; masa ciała samic 0,9–1,4 kg, samców 1–2,8 kg. Wielkoszczury południowe są nieco większe od typowych wielkoszczurów gambijskich i mają masywniej zbudowaną czaszkę. Grzbiet jest brązowy, nie szarawy jak u typowych wielkoszczurów gambijskich. Ogólnie różnice cech morfologicznych pomiędzy tymi gatunkami są podobnie duże, jak pomiędzy wielkoszczurem południowym a wielkoszczurem leśnym (Cricetomys emini).